# José María Carretero Novillo
José María Carretero Novillo (Montilla, 1887-Madrid, 1951) fue un escritor y periodista español, especializado en las entrevistas. Fue conocido por el seudónimo de El Caballero Audaz.

## Biografía
Nacido en la localidad cordobesa de Montilla en 1887, cursó estudios en el Instituto de Cabra y se trasladó a Madrid. Muy joven empezó a trabajar en el Heraldo de Madrid y en Nuevo Mundo, del que pasados los años llegó a ser director. También colaboró, entre otras publicaciones, como redactor en Mundo Gráfico, pero donde más éxitos tuvo, alcanzando gran fama, fue en la revista La Esfera en la que popularizó el seudónimo de «El Caballero Audaz».
Gran corpachón, metro noventa de estatura y espadachín conocido por sus varios duelos. De vida azarosa, arrogante y beligerante, fue maestro de la entrevista y del género interviú, defensor de que, además de las declaraciones del entrevistado interesa el perfil del propio personaje. Escritor de novelas folletinescas de fondo erótico, alcanzó en vida tiradas millonarias. 
Ardiente propagandista de la facción sublevada en la guerra civil, como periodista dejó una serie de reportajes históricos de personajes y de sucesos de la guerra, de la que fue protagonista en Madrid. Camuflado con barba y unas lentes ahumadas de los milicianos que le buscaban, organizó, en diciembre de 1936 y junto a otros amigos, un sistema que les permitió crear y difundir bulos y extender por Madrid el fantasma del derrotismo. Su campo de acción fue la calle de Alcalá, donde se estableció una especie de rastro apócrifo donde se vendía de todo, especialmente libros que lo mismo servían para ser leídos como para ser utilizados como materia combustible con la que poder cocinar.
Falleció en Madrid en 1951. Fue completamente olvidado tras su muerte, incluso en los ambientes profesionales y académicos. Al decir de Torrente Ballester en el prólogo a un libro de entrevistas, «su recuerdo nos hace volver la cara».

## Periodismo
El Caballero Audaz era un entrevistador incansable. El periodismo y la historia deben mucho a su técnica y contribución. Su maestría y profesionalidad objetiva era tan célebre que el entrevistado se abandonaba confiadamente a sus preguntas, logrando en aquellos tiempos turbulentos que prácticamente todos los personajes notables de su época le concedieran entrevistas sin reservas, de modo que asombran, casi cien años después, por su calidad y fiabilidad, constituyendo un material impresionante y vital para el estudio y compresión de aquellos tiempos poco propicios a la información de calle, cuando la entrevista y el reportaje no tenían una consideración y un ejercicio notable, siendo pocos sus practicantes y muchos sus detractores.

### Personajes entrevistados
|                                                    |
| Carretero entrevistando a Alberto Aguilera en 1913 |

|                                                    |
| El caballero Audaz en casa de Pérez Galdós en 1914 |

|                                                       |
| Carretero entrevistando al marqués de Portago en 1914 |

|                                        |
| Entrevistando a Gabriel Maura en 1914. |

Entrevistó a personajes relevantes de su tiempo, entre ellos Adolf Hitler, Alejandro Lerroux, Isaac Albéniz, Benito Pérez Galdós, Vicente Blasco Ibáñez, Manuel de Falla, María Barrientos, Hermanos Álvarez Quintero, Jacinto Benavente, Guglielmo Marconi, Margarita Xirgu, Pedro Muñoz Seca, Benito Mussolini, Ramón Pérez de Ayala, Ricardo León, Pablo Iglesias, Rubén Darío, Sofía Casanova, León Trotski, Ramón María del Valle-Inclán y Leonardo Torres Quevedo, entre otros.
En 1999 Antonio López Hidalgo (profesor de la Universidad de Sevilla) publicó Las entrevistas periodísticas de José María Carretero, estudio y recopilación de unas entrevistas que admiran por la calidad, imprescindibles para el estudio y compresión de la historia.

## Novela erótica
Su nombre aparece vinculado a una corriente de principios de siglo: la novela erótica. Esta faceta sirve a sus muchos detractores para presentarlo como un personaje pervertido. Hay que tener en cuenta sin embargo que, el género literatura erótica como movimiento de finales del siglo XIX y principios del XX contribuyó mucho a la promoción de la libertad sexual, enfrentando, con grandes dificultades, el puritanismo de las convenciones sociales de la época, en una revolución demandada por amplios sectores sociales. Prueba de ello es la tirada de ejemplares lograda por El Caballero Audaz, tan enorme que, casi cien años después, no hay problema para encontrar ejemplares en el mercado del libro usado.
A excepción de La sin ventura, que transcurre en un ficticio pueblo andaluz ubicado entre Montilla y Aguilar, la mayoría de sus obras se desarrollan en un ambiente de alta burguesía madrileña. Combinó la pornografía y el erotismo, el costumbrismo y el sentimentalismo, el folletón rosa y la espectacularidad. Su prosa es clara y precisa, y su tono, según Fernández Gutiérrez, es grandilocuente.

## Obra

### Recopilatorios de entrevistas
- Lo que sé por mí. Colección de entrevistas en diez tomos que fueron apareciendo con enorme éxito entre 1916 y 1921 en las editoriales Mundo Latino y Sanz Calleja.
- Galería. Colección de entrevistas en cuatro tomos editados por el propio autor entre 1943 y 1948 anunciando un quinto que no llegó a salir al mercado.
- El Libro de los toreros.

### Recopilatorios de artículos periodísticos
- Emocionario
- Horas cortesanas
- San Sebastián
- Diario de un veraneante

### Libros políticos
Al servicio del pueblo
(comentarios políticos de 1931 a julio de 1936)
1. Lo que no quiere España, enero 1932
2. Entre la Dictadura y la Anarquía, febrero 1932
3. Las responsabilidades de Lerroux, marzo 1932
4. España se defiende, mayo 1932
5. Nos llevan hacia el abismo, junio 1932
6. Sanjurjo, caudillo y víctima, diciembre 1932
7. Secretos y misterios del terrorismo en España, febrero 1933
8. España hacia el fascismo, junio 1933
9. De Alfonso XIII a Lerroux pasando por Azaña, septiembre 1933
10. Una República de monárquicos, noviembre 1933
11. Los malhechores de la política, enero 1934
12. Alfonso XIII ¿fue un buen Rey?, mayo 1934
13. Don Juan de España, noviembre 1934
14. Traidores a la Patria: la verdad sobre Asturias y Cataluña, enero 1935
15. Una española se casa en Roma, febrero 1935
16. Goicoechea y la restauración, noviembre 1935
17. 1935. Un balance de vergüenzas políticas, febrero 1936
18. (suplemento) La revolución y sus cómplices, febrero 1936
19. La agonía de España: Los culpables, julio 1936

La revolución de los patibularios
diario de la Guerra Civil: julio 1936-febrero 1939
1. Declaración de guerra
2. El Cuartel de la Montaña
3. Nosotros los mártires
4. La quinta columna
5. La ciudad inmolada
6. ¡Arriba los espectros!

Otros sobre la Guerra Civil
- Horas del Madrid Rojo, febrero 1941
- El general Sanjurjo, su vida y su gloria

Sobre la División Azul
- Frente Rojo contra España (1946)
- ¡Rusia jamás!
- Gracias a España…

### Novelas
- La bien pagada (1920)
- La sin ventura (Editorial Mundo Latino, 1921)
- Una cualquiera (1923)
- La virgen desnuda
- De pecado en pecado
- Te esperaré siempre
- Mi mujer es una frívola
- La mentira de tu amor
- La siempre deseada
- La Venus Bolchevique

### Novelas cortas
- ¿Cuál...?
- La hora buena
- Ella fue honesta
- Una señora casada

### Cuentos
- El pozo de las pasiones

### Comedia
- El redimido